# Bronnicy
Bronnicy (rusky Бро́нницы) jsou město v Moskevské oblasti v Ruské federaci. Při sčítání lidu v roce 2010 měly zhruba jednadvacet tisíc obyvatel.

## Poloha a doprava
Bronnicy leží na levém břehu Moskvy, přítoku Oky v povodí Volhy. Od Moskvy, hlavního města federace, jsou vzdáleny přibližně padesát kilometrů jihovýchodně. Nejbližší město v okolí je Ramenskoje zhruba dvacet kilometrů severně.
Přímo na území města je křižovatka dálnice A107, tj. tzv. malého moskevského okruhu, a dálnice M-5 „Ural“ vedoucí z Moskvy do Samary a Čeljabinsku.